# Conus adami
Conus adami is een in zee levende slakkensoort uit het geslacht Conus. De slak behoort tot de familie Conidae. Conus adami werd in 1848 beschreven door Reeve. Net zoals alle soorten binnen het Conusgeslacht zijn deze slakken roofzuchtig en giftig. Ze zijn in staat om mensen te steken en moeten daarom zorgvuldig worden behandeld.